# Unzer Leben
Unzer Leben (jidysz אונזער לעבען; Nasze Życie) – żydowski dziennik wydawany w Warszawie w języku jidysz w latach 1907–1912. Jego wydawcą był Saul Hochberg, redaktorem naczelnym Mordechaj Spektor. Duże wpływy w gazecie miał jej czołowy publicysta Cwi Pryłucki. Dziennik był uznawany za czasopismo fołkistowskie, pomimo tego, że określało się jako „gazeta bezpartyjna”.
Gazeta upadła w 1912, głównie z powodu ukazania się konkurencyjnych tytułów, takich jak Hajnt i Der Moment. Hochberg próbował ją reaktywować, wydając kilka numerów w Odessie, ale ostatecznie w 1913 czasopismo zakończyło swą działalność.